# Experiência aparicional
Em parapsicologia, uma experiência aparicional é uma experiência anómala caracterizada pela aparente perceção de um ser vivo ou de um objeto inanimado sem realmente existir qualquer estímulo material para tal perceção.
Em discussão académica, o termo "experiência aparicional" é preferido ao termo "fantasma" porque:
1. O termo fantasma implica que algum elemento do ser humano sobrevive à morte e, pelo menos sob certas condições, pode fazer-se percetível aos seres humanos vivos. Existem outras explicações de experiências aparicionais.
2. Relatos em primeira pessoa de experiências aparicionais diferem em muitos aspetos dos relatos ficcionais em histórias literárias ou tradicionais ou filmes de fantasmas (ver abaixo).
3. O conteúdo de experiências aparicionais inclui seres vivos, tanto humanos como animais, e até objetos inanimados.[1]

## História
Tentativas de aplicar padrões modernos científicos ou investigativos ao estudo de experiências aparicionais começaram com o trabalho de Edmund Gurney, Frederic Myers e Frank Podmore, que eram figuras principais nos anos inicias da Society for Psychical Research (fundada em 1882). O seu motivo, como com a maioria do trabalho inicial da Society, era fornecer provas da sobrevivência humana depois da morte. Por esta razão, eles tinham um interesse particular no que era conhecido como "casos crise". Estes eram casos no qual uma pessoa relata ter uma experiência alucinatória, visual ou não, que aparentemente representa alguém à distância; esta experiência subsequentemente sendo considerada como tendo coincidido com a morte da pessoa, ou um evento de vida significante. Se a coincidência temporal da crise e a experiência aparicional distante não puder ser explicada por quaisquer meios convencionais, então em parapsicologia a presunção é feita que alguma ainda desconhecida forma de comunicação, como telepatia (um termo criado por Myers) teve lugar. 
Enquanto se pode dizer que o trabalho de Gurney e dos seus colegas falhou em fornecer provas convincentes para tanto a telepatia e sobrevivência da morte, a grande coleção de relatos escritos em primeira pessoa que resultaram dos seus métodos podem no entanto ser vistos como fornecendo um conjunto de dados valiosos quanto à fenomenologia das alucinações na saúde.
Uma discussão posterior de experiências aparicionais foi a de G. N. M. Tyrrell, também um membro principal da Society for Psychical Research. Ele aceitou o caráter alucinatório da experiência, apontando que é virtualmente desconhecido para os relatos em primeira pessoa alegarem que as figuras aparicionais deixam quaisquer efeitos físicos normais, como pegadas na neve, o que um esperaria de uma pessoa real. Ele desenvolve a ideia que a aparição pode ser uma maneira da parte inconsciente da mente trazer à consciência informação que foi paranormalmente adquirida – em casos crise, por exemplo. Ele apresenta uma metáfora evocativa de um "carpinteiro de palco" mental, atrás das cenas na parte inconsciente da mente, e construindo a experiência quase-percetual que eventualmente aparece no palco da consciência, para que incorpore informação paranormal numa forma simbólica, uma pessoa a afogar-se à distância parecendo encharcada, por exemplo.
O estudo e discussão de aparições desenvolveram-se numa direção diferente nos anos 1970, com o trabalho de Celia Green e Charles McCreery. Eles não estavam primariamente interessados na questão de se as aparições podiam dar luz na existência ou não da telepatia, ou na questão da sobrevivência; estavam preocupados em analisar um grande número de casos com uma visão para fornecer uma taxonomia de diferentes tipos de experiências, vistos simplesmente como um tipo de experiência percetual anómala ou alucinação.
Um dos pontos destacado pelo seu trabalho foi o ponto (2) listado acima, nomeadamente que relatos da "vida real" de experiências aparicionais diferem acentuadamente da história tradicional ou literária de fantasmas. Estas são algumas das diferenças mais notáveis, pelo menos como indicado pela sua coleção de 1800 relatos em primeira pessoa:
- Sujeitos de experiências aparicionais estão de forma alguma sempre assustados pela experiência; na verdade podem achar-la calmante ou tranquilizante em momentos de crise ou stress nas suas vidas.[9]
- Experiências aparicionais espontâneas tendem a acontecer em ambientes monótonos ou do quotidiano, e sob condições de baixa excitação do sistema nervoso central, mais frequentemente na casa do sujeito – enquanto fazem as tarefas de casa, por exemplo. Por contraste, sujeitos que visitam locais assombrados na esperança de "ver um fantasmas" ficam mais frequentemente desapontados.
- Aparições tendem a ser relatados como aparecendo sólidas e não transparentes; podem ser realistas numa variedade de maneiras para enganar o espetador como da sua natureza alucinatória; em alguns casos o sujeito apenas consegue informação depois da experiência ter acabado.[10]
- Não é normal para uma figura aparicional interagir verbalmente; isto é consistente com a descoberta de que a maioria de tais experiências apenas envolvem um sentido (comummente o visual).[11]

## Implicações psicológicas

### Teorias psicológicas da perceção
Experiências aparicionais têm relevância para teorias psicológicas da perceção, e em particular para a distinção entre abordagens top-down e bottom-up (cf. Abordagem top-down e bottom-up). Teorias top-down, como as de Richard Gregory, que concebe uma perceção como um processo onde o cérebro faz uma série de hipóteses sobre o mundo externo, stressa a importância de fatores centrais como memória e a expectativa em determinar o conteúdo fenomenológico da perceção; enquanto a abordagem bottom-up, exemplificada pelo trabalho de James J. Gibson, dá ênfase ao papel do estímulo sensorial externo.
As experiências aparicionais podem parecer dar apoio à importância de fatores centrais, pois representam uma forma de experiência quase-percetual na qual o papel do estímulo externo é mínimo ou possivelmente não-existente, enquanto a experiência no entanto continua a ser fenomenologicamente indistinguível da perceção normal, pelo menos em alguns casos.

### Esquizotipia
O interesse de experiência aparicionais à psicologia tem adquirido uma dimensão adicional nos anos recentes com o desenvolvimento do conceito de esquizotipia ou prontidão para a psicose. Isto é concebido como uma dimensão da personalidade, continuadamente distribuída pela população normal, e análoga ás dimensões da extraversão e neuroticismo. Enquanto a doença mental é vista sob o modelo de doença, segundo o qual uma pessoa ou tem ou não "tem" esquizofrenia ou depressão maníaca, tal como uma pessoa ou tem ou não tem sífilis ou tubercolose, então falar da ocorrência de uma experiência aparicional ou halucionatória numa pessoa normal ou é um oxímoro, ou deve ser levada como uma indicação de psicose latente ou incipiente. Se, ao contrário, uma vista dimensional da questão é tida, torna-se mais fácil conceber como pessoas normais, mais ou menos altas na dimensão putativa esquizotipia, podem ser mais ou menos propensas a experiências percetuais anómalas, sem entrarem na psicose.
A identificação de Green e McCreery de uma classe do que chamam "aparições calmante" é de particular interesse neste assunto, pois sugere que experienciar alucinações pode ainda ter um efeito adaptativo em certos sujeitos, fazendo-os melhores a lidar com eventos da vida adversos. Isto encaixaria no modelo de esquizotipia como essencialmente uma dimensão normal de personalidade, e pode ajudar a explicar o porquê da propensão a experiências percetuais anómalas não ter sido 'eliminada' pelo processo de seleção natural.

## Implicações filosóficas

### Realismo direto
Experiências aparicionais também têm implicações para a filosofia da perceção. A ocorrência de alucinações, isso é, experiências percetuais 'tendo o caráter de perceção dos sentidos, mas sem estimulação sensorial adequada ou relevante [...]', tendo sido à muito tempo uma das objeções padrão à teoria filosófica de realismo direto. Segundo esta teoria, nós estamos em algum sentido em contacto direto com o mundo externo quando parecemos percebe-lo, e não meramente em contacto direto com alguma representação mediadora na nossa mente, tal como um dado sensorial ou uma imagem, que pode ou não corresponder à realidade externa. O psicólogo J.J. Gibson, referido em cima, tornou-se um defensor da teoria filosófica do realismo direto.
Experiências alucinatórias relatadas por pessoas sãs não apresentam um novo problema no princípio da teoria do realismo direto, sem ser o já apresentado pelas alucinações mais largamente discutidas relatadas por pessoas num estado de psicose ou sob outras condições anormais como privação sensorial. Elas apresentam o problema de uma forma marcante, pelas razões seguintes:

#### Ceticismo sobre o estatuto de relatos verbais
No caso de alucinações relatadas como tendo ocorrido em estados patológicos ou anormais é em algum escopo para incerteza sobre a precisão, ou até o significado, do relato verbal do orador. Horowitz, por exemplo, resumindo a sua experiência de questionar pacientes com esquizofrenia crónica sobre as suas experiências visuais durante sessões de pintura, escreveu:

Era necessário persistir para lá das descrições verbais iniciais das suas alucinações, e insistir que o paciente descreva e deseja o que viu. Descrições iniciais de "cobras ferozes" pode então ser desenhado e redescrito como linhas ondulados. "Dois exército a lutar pela minha alma" veio da experiência subjetiva de ver conjuntos de ponto a mover-se. "Aranhas" pode ser reduzido, quando o paciente afirmou e desenhou o que ele realmente viu,  a algumas linhas radiantes. Em desenhos das suas alucinações, os pacientes frequentemente conseguiam distinguir entre essas formas que duplicavam o que viam com os seus olhos das formas que eram o que "faziam delas".

Tais dificuldades de interpretação são menos óbvias no caso de relatos escritos por sujeitos ostensivamente normais, de boa saúde e não medicadas na altura da experiência.

#### Realismo extremo da experiência
Pelo menos algumas das experiências aparicionais relatas por sujeitos normais parecem imitar a perceção normal em tal grau que o sujeito é enganado a pensar que o que está a experienciar é na verdade perceção normal. Semelhante à imitação de perceção normal é relatado por alguns dos sujeitos de um sonho lúcido ou experiências fora do corpo, que assim apresenta problemas semelhantes para a teoria de realismo direto.

### Representacionalismo
Experiências aparicionais aparecem prima facie mais compatíveis com a teoria filosófica de representacionalismo. Segundo esta teoria, os objetos imediatos da experiência quando observamos o mundo normalmente são representações do mundo, na vez do mundo em si. Estas representações têm sido variadamente chamadas de dados dos sentidos. No caso de uma experiência sensorial, alguém pode dizer que o sujeito está consciente dos dados dos sentidos que acontecem não corresponder, ou representar, o mundo externo na forma normal.
As implicações filosóficas de experiências alucinatório na saúde são discutidas por McCreery. Ele argumenta que elas fornecem apoio empírico para a teoria do representacionalismo na vez do realismo direto.